# Garmsar (Verwaltungsbezirk)
Garmsar (persisch شهرستان گرمسار) ist ein Schahrestan in der Provinz Semnan im Iran. Er enthält die Stadt Garmsar, welche die Hauptstadt des Verwaltungsbezirks ist. Der Bezirk Garmsar besteht aus zwei Distrikten (Bakhshes): Zentraldistrikt und Distrikt Eyvanki. Der Kreis hat zwei Städte: Garmsar und Eyvanki. Die Hauptsprachen des Bezirks sind Persisch (Zentralbezirk) und Tati (Eyvanki).  

## Demografie
Bei der Volkszählung 2016 betrug die Einwohnerzahl des Schahrestan 77.421. Die Alphabetisierung lag bei 90 Prozent der Bevölkerung. Knapp 80 Prozent der Bevölkerung lebten in urbanen Regionen.
| Zensusjahr | Einwohnerzahl |
| ---------- | ------------- |
| 2011       | 65.749        |
| 2016       | 77.421        |